# 朱遜烇
灵丘荣顺王朱遜烇（1413年—1475年），明朝代藩第一代灵丘王，代簡王朱桂庶第六子。
其為永乐二十二年（1424年）封。宣德四年（1429年）八月册北城兵马副指挥郭定女为灵丘王妃。天順五年（1461年），分封绛州。成化十一年（1475年）去世，谥荣顺。其擅长医学和文学。

## 家庭

### 子孫
- 嫡長子：靈丘僖靖王朱仕𡒳
- 第二子：鎮國將軍朱仕瑴，景泰元年（1450年）賜誥命冠服[2]
  - 子：輔國將軍朱成鉏[3]
    - 第一子：奉國將軍朱聰？，號蘭谷[3]
    - 子：奉國將軍朱聰漎，元配陳氏，封淑人[3]
      - 嫡次子：鎮國中尉朱俊樒（1539年9月17日—1581年8月17日），號鳳岡。對長孝，對弟悌。工行書，詩法唐，書法晉。築別墅於聞喜南原。配甯氏，封恭人[3]
        - 嫡長子：輔國中尉朱充⿺是火，配丁氏，是太平掾史丁朝香的女兒[3]
          - 嫡長子：朱某，號慶吾，幼未封[3]
          - 第二子：朱某，號立吾，幼未封[3]
          - 第三子：朱某，號景吾，幼未封[3]

        - 嫡次子：輔國中尉朱充⿸疒烉，配杜氏，是萬全掾相杜世嚴的女兒[3]
        - 嫡三子：輔國中尉朱充𪑸，未婚[3]
        - 女：適郡人郝三樂[3]
        - 女：未封[3]

      - 嫡子：鎮國中尉朱俊𣘥[3]
- 第三子：鎮國將軍朱仕𡌦，景泰元年（1450年）賜誥命冠服[2]
- 孫：輔國將軍朱成鈸[4]
  - 第一子：奉國將軍朱聰渡，弘治四年（1491年）五月賜名[4]。妻郭氏（1493年4月1日—1520年12月14日），是絳州桂林坊檢校郭士良的女兒，誥封淑人，早亡，葬於絳州雞庄里[5]
    - 嫡長子：朱俊𣙔[5][6]
    - 嫡次子：朱俊梆[5]
    - 第一女：朱氏[5]
    - 第二女：朱氏[5]

  - 嫡次子：朱聰渢，弘治十三年（1500年）七月賜名[7]
- 闻喜县主，天顺六年（1462年）五月前去世，仪宾张惠